# Lynchius flavomaculatus
Lynchius flavomaculatus é uma espécie de anfíbio  da família Craugastoridae.
Pode ser encontrada no Peru e Equador.
Os seus habitats naturais são: campos rupestres subtropicais ou tropicais.
Está ameaçada por perda de habitat.